# Asiolasma angka
Asiolasma angka is een hooiwagen uit de familie aardhooiwagens (Nemastomatidae). De originele naamcombinatie (protoniem) was Dendrolasma angka Schwendinger & Gruber, 1992.